# N-metilalanina deidrogenasi
La N-metilalanina deidrogenasi è un enzima appartenente alla classe delle ossidoreduttasi, che catalizza la seguente reazione:
N-metil-L-alanina + H2O + NADP+ ⇄ piruvato + metilammina + NADPH + H+